# Polyphaenis ratisboensis
Polyphaenis ratisboensis là một loài bướm đêm trong họ Noctuidae.